# Тржић Примишљански
Тржић Примишљански је насељено мјесто града Слуња, на Кордуну, Карловачка жупанија, Република Хрватска.

## Географија
Тржић Примишљански се налази око 18 км сјеверозападно од Слуња.

## Историја
Поп Никола Гаћеша је ту у свом родном месту (рођ. 1785) хтео да преведе православне парохијане у унију. Али када је примио унију, убио га је 18. јуна 1820. године у његовој кући хајдук из Збега, Благоје Бараћ. Тако је спречена унија у Тржићу код Примишља.
То село је током ратова са Турцима у 16. и 17. веку било скоро потпуно опустошено. Остала је само католичка црква Св. Миховила и неколико околних кућа. Граничарски пуковник Оршић је 1686. године ту населио православне Србе из Цазина. На два километра од католичког храма подигли су православци себи богомољу посвећену Св. апостолу Петру.
Тржић Примишљански се од распада Југославије до августа 1995. године налазио у Републици Српској Крајини.

## Становништво
Према попису становништва из 2011. године, насеље Тржић Примишљански је имало 20 становника.
| Националност       | 1991. | 1981. | 1971. | 1961. |
| Срби               | 67    | 262   | 198   | 319   |
| Југословени        |       |       | 6     |       |
| Хрвати             |       | 2     |       | 1     |
| остали и непознато | 2     |       | 1     |       |
| Укупно             | 69    | 264   | 205   | 320   |

| Демографија | Демографија | Демографија |
| Година      | Становника  | Становника  |
| ----------- | ----------- | ----------- |
| 1961.       | 320         |             |
| 1971.       | 205         |             |
| 1981.       | 264         |             |
| 1991.       | 69          |             |
| 2001.       | 25          |             |
| 2011.       |             | 20          |